# Liste des ports en Estonie
La liste des ports en Estonie répertorie les ports d'Estonie.

## Ports par ordre alphabétique

### A
- Port d'Abruka
- Port d'Aegna
- Port d'Alliklepa (et)

### B
- Port de Bekker

### D
- Port de Dirham

### H
- Port d'Haapsalu
- Port d'Heltermaa
- Port d'Hundipea

### K
- Port de Kaavi (et)
- Port de Kaberneeme
- Port de Kakumäe (et)
- Port de Kalana (et)
- Port Kalasadam
- Port de Kallaste
- Port de Karepa (et)
- Port de Karlova (et)
- Port de Kaunispe (et)
- Port de Kelnase
- Port de Kihnu (et)
- Port de Koguva
- Port de Kuivastu
- Port de Kunda
- Port de Kuressaare
- Port de Kurkse
- Port de Kõiguste (et)
- Port de Kõrgessaare
- Port de Kärdla (et)
- Port de Kärsa (et)
- Port de Käsmu (et)

### L
- Port de Laaksaare
- Port de Lahesuu
- Port de Lalli (et)
- Port de Lehtma (et)
- Hydroaéroport de Tallinn
- Port de Leppneeme
- Port de Lindi (et)
- Port de Lohusalu
- Port de Loksa (et)
- Port de Lõunaranna (et)

### M
- Port de Mahu (et)
- Port de Manilaiu (et)
- Port de Meeruse
- Port de Merirahu (et)
- Port de Miiduranna
- Port aux mines
- Port de Munalaiu
- Port de Mustvee
- Port de Muuga
- Port de Mõntu (et)
- Port de Mölgi

### N
- Port de Naissaar
- Port de Narva
- Port de Narva-Jõesuu
- Port de Nasva (et)
- Port de Nõva (et)

### O
- Port d'Orissaare
- Port d'Orjaku

### P
- Port Sud de Paldiski
- Port Nord de Paldiski
- Port de Paljassaare
- Port de Papissaare (et)
- Port de Patareisadam
- Port de Peetri
- Port de Piirivalve (et)
- Port de Pirita
- Port de Kelnase
- Port de Puise (et)
- Port de Purtse (et)
- Port de Pärnu

### R
- Port de Rannaküla (et)
- Port de Ringsu
- Port de Ristna (et)
- Port de Rohuküla
- Port de Roograhu (et)
- Port de Roomassaare
- Port de Ruhnu

### S
- Port de Saaremaa
- Port de Saastna (et)
- Port de Salinõmme (et)
- Port de Sarve (et)
- Port de Seanina (et)
- Port de Sillamäe
- Port de Suur-Holm
- Suursadam
- Port de Sviby
- Port de Sõru

### T
- Port de passagers de Tallinn
- Port de Tapurla (et)
- Port de Tartu (et)
- Port de Toila (et)
- Port de Treiman (et)
- Port de Triigi
- Port de Turbuneeme (et)

### V
- Port de Vahtrepa (et)
- Vanasadam
- Port de pêche de Virtsu (et)
- Port de Virtsu
- Port Vene-Balti
- Port de Veere
- Port de Vergi
- Port de Viinistu
- Port de Väike-Pakri (et)
- Port de Kärsa (et)